# Johannes der Täufer (Unterigling)

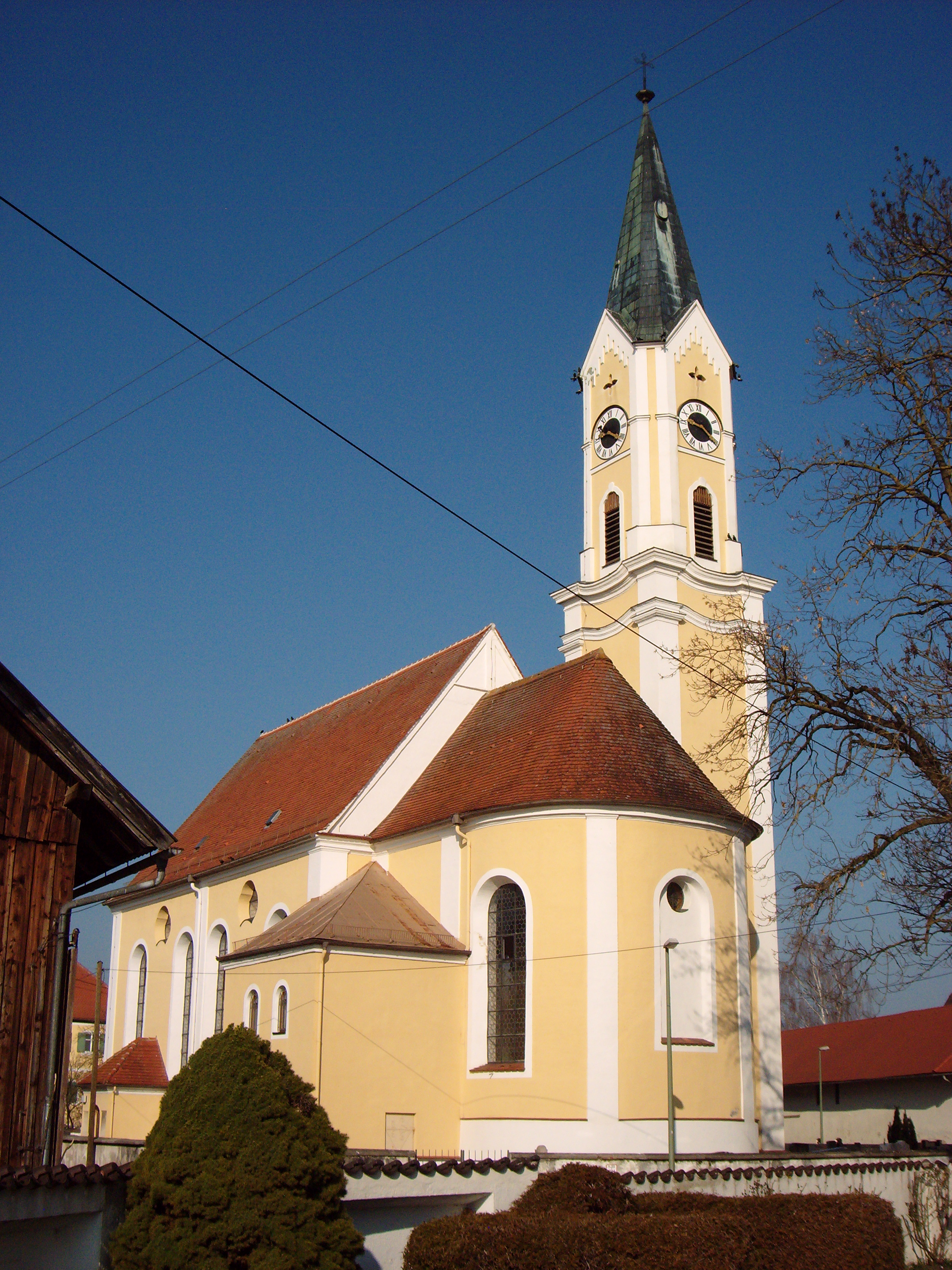
Kirche Johannes der Täufer in Unterigling

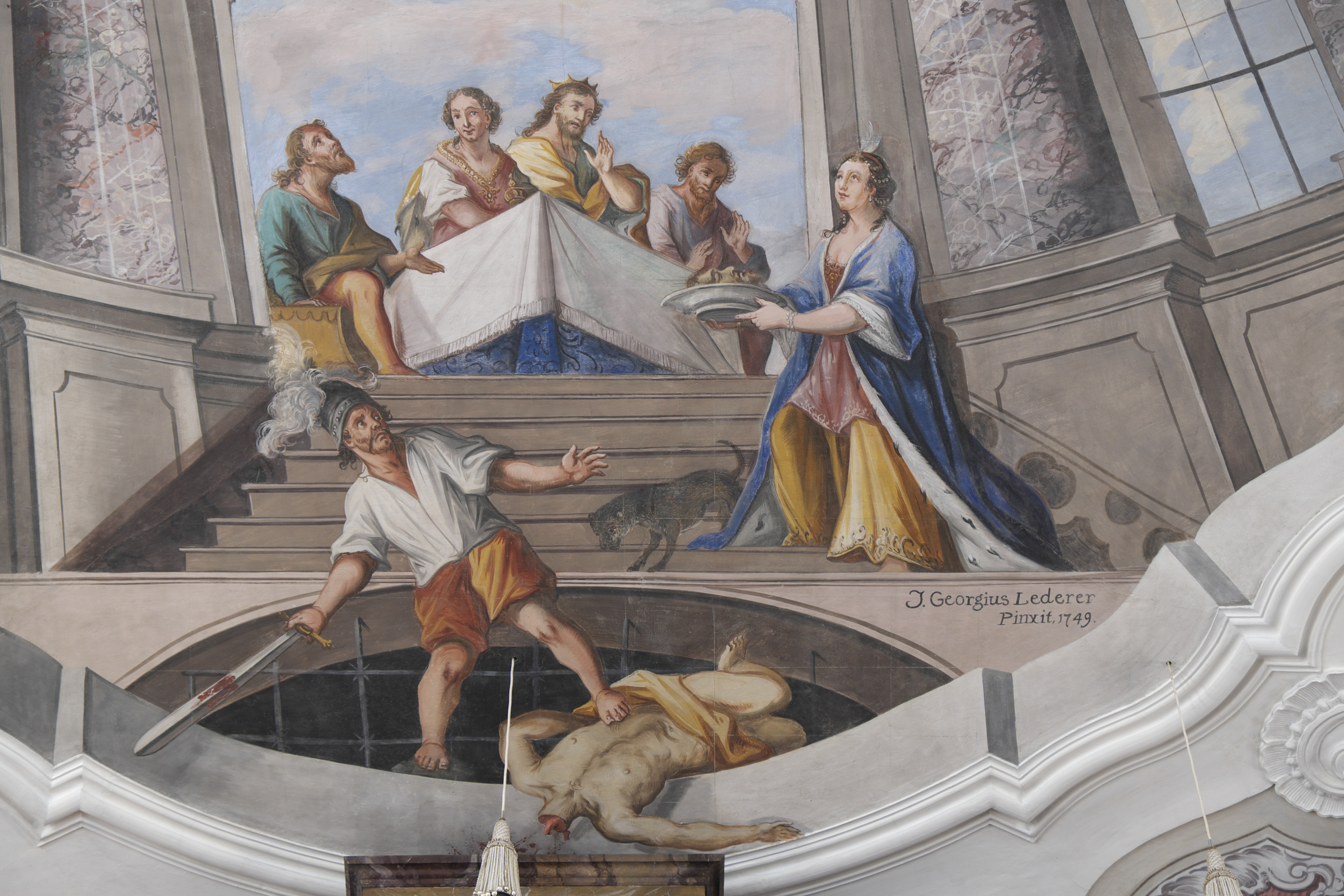
Enthauptung des Johannes, mit Signatur von Johann Georg Lederer

Die katholische Pfarrkirche Johannes der Täufer ist die Dorfkirche des Ortsteils Unterigling der Gemeinde Igling im Landkreis Landsberg am Lech.

## Geschichte und Beschreibung
Die im Ortszentrum des Ortes Igling gelegene Kirche wurde 1748/49 vom Denklinger Baumeister Stephan Socher  gebaut. Im Original besaß sie einen schindelgedeckten Zwiebelturm, der jedoch beim großen Iglinger Dorfbrand 1869 ein Raub der Flammen wurde und 1871 durch einen Spitzhelm ersetzt wurde. Geweiht wurde die Kirche am 5. Oktober 1755 vom Augsburger Weihbischof Franz Xaver Adelmann von Adelmannsfelden.
Der helle, geräumige Raum birgt einen 1749 entstandenen Freskenzyklus zum Leben des Kirchenpatrons Johannes der Täufer des Augsburger Malers Johann Georg Lederer. Die Kanzel und ein Rokoko-Altar stammen aus den Jahren 1750–1752, die ursprünglichen Altargemälde wurden im 19. Jahrhundert entfernt und 1925 durch Darstellungen der Taufe Christi und der Marter des Heiligen Sebastian des Malers Huwyler ersetzt.
Der Marienaltar ist mit einem Bruderschaftsbild der Maria vom guten Rat in einem Rocaille-Rahmen geschmückt.
Neben der Kirche entstand 1805 ein stattliches Pfarrhaus mit Mansard-Halbwalmdach, in dem neben dem Pfarrsaal seit dem Ende des 20. Jahrhunderts auch das Rathaus der Verwaltungsgemeinschaft Igling untergebracht ist.